# Psylliodes testaceoconcolor
Psylliodes testaceoconcolor is een keversoort uit de familie bladkevers (Chrysomelidae). De wetenschappelijke naam van de soort werd in 1926 gepubliceerd door Heikertinger.